# Saint-Palais-sur-Mer
Saint-Palais-sur-Mer is een gemeente in het Franse departement Charente-Maritime (regio Nouvelle-Aquitaine). De plaats maakt deel uit van het arrondissement Rochefort. Saint-Palais-sur-Mer telde op 1 januari 2022 3.879 inwoners.

## Geografie
De oppervlakte van Saint-Palais-sur-Mer bedroeg op 1 januari 2022 15,69 vierkante kilometer; de bevolkingsdichtheid was toen 247,2 inwoners per km².
De onderstaande kaart toont de ligging van Saint-Palais-sur-Mer met de belangrijkste infrastructuur en aangrenzende gemeenten.

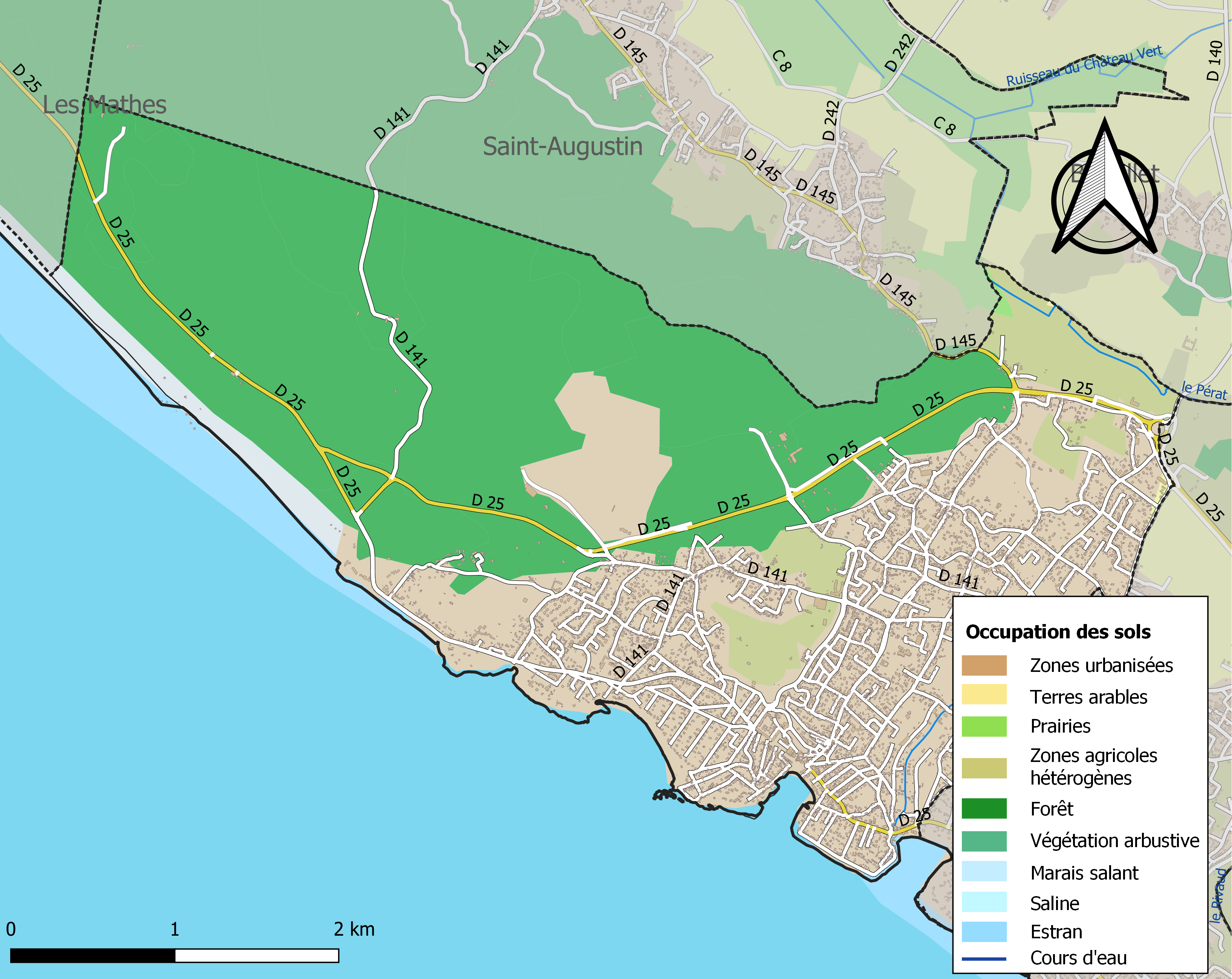

## Demografie
Onderstaande figuur toont het verloop van het inwonertal (bron: INSEE-tellingen).